# Burum-Mindik jezik
Burum-Mindik jezik (ISO 639-3: bmu; bulum, burum, mindik, somba-siawari), transnovogvinejski jezik u provinciji Morobe u Papui Novoj Gvineji, kojim govori oko 8 250 ljudi (2000 popis) iz plemena Bulum (Kâte naziv za njih). Govori se na poluotoku Huon uz rijeke Burum i Kuat, u nekih 30 sela; mnogi i u gradovima.
Klasificira se u zapadnohuonske jezike. Postoje dva dijalekta, somba i siawari svaki po nekoliko tisuća govornika. U upotrebi su i tok pisin [tpi], engleski, ili kâte [kmg].

## Vanjske poveznice
- Ethnologue (14th)
- Ethnologue (15th)